# 榮譽獎章
榮譽獎章（英語：Meritorious Service Medals，縮寫：MSM）是香港授勳及嘉獎制度的其中一種勳章，自1998年起頒授予警務處、消防處、入境事務處、海關、懲教署、政府飛行服務隊六個主要紀律部隊和廉政公署的各級紀律部隊人員，表揚他們善於隨機應變、忠於職守，作出寶貴貢獻。這些人員能力過人、成就卓越，行為堪稱典範。獎章類別分別為：
| 中文名稱               | 英文名稱                                                      | 縮寫  | 綬帶 |
| ---------------------- | ------------------------------------------------------------- | ----- | ---- |
| 香港警察榮譽獎章       | Hong Kong Police Medal for Meritorious Service                | PMSM  |      |
| 香港消防事務榮譽獎章   | Hong Kong Fire Services Medal for Meritorious Service         | FSMSM |      |
| 香港入境事務榮譽獎章   | Hong Kong Immigration Service Medal for Meritorious Service   | IMSM  |      |
| 香港海關榮譽獎章       | Hong Kong Customs and Excise Medal for Meritorious Service    | CMSM  |      |
| 香港懲教事務榮譽獎章   | Hong Kong Correctional Services Medal for Meritorious Service | CSMSM |      |
| 政府飛行服務隊榮譽獎章 | Government Flying Service Medal for Meritorious Service       | GMSM  |      |
| 香港廉政公署榮譽獎章   | Hong Kong ICAC Medal for Meritorious Service                  | IMS   |      |

## 授勳名單

### 1998年
香港警察榮譽獎章
- 白韋倫先生，PMSM（Mr. David Allan WHYTE, P.M.S.M.）
- 古樸先生，PMSM（Mr. Kevan COOPER, P.M.S.M.）
- 朱永康 先生，PMSM
- 李孔繼先生，PMSM
- 何志釗先生，PMSM
- 吳志堅先生，PMSM
- 姚木庭先生，PMSM
- 施關綺蘿女士，PMSM
- 高志明先生，PMSM
- 馬直民先生，PMSM
- 夏厚德先生，PMSM（Mr. Brian John HEARD, P.M.S.M.）
- 倪鳳義先生，PMSM
- 戚其人先生，PMSM
- 陳展翔先生，PMSM
- 廖劉玉珍女士，PMSM
- 鄧甘滿先生，PMSM
- 鄧竟成先生，PMSM
- 歐家慶先生，PMSM
- 盧傳民先生，PMSM
- 歐學林先生，PMSM
- 戴禮德先生，PMSM（Mr. Paul Janvrin DEAL, P.M.S.M.）

香港消防事務榮譽獎章
- 朱炳衡先生，FSMSM
- 李志翀先生，FSMSM
- 邱海洋先生，FSMSM
- 張漢武先生，FSMSM
- 譚志松先生，FSMSM

香港入境事務榮譽獎章
- 丁永泉先生，IMSM
- 方耀興先生，IMSM
- 何國恩先生，IMSM
- 梁炳焜先生，IMSM
- 馮婉女士，IMSM
- 潘梁潔貞女士，IMSM
- 禤樹森先生，IMSM
- 羅耀通先生，IMSM

香港海關榮譽獎章
- 周廣先生，CMSM
- 周藹桐先生，CMSM
- 區汝良先生，CMSM
- 郭楊美琪女士，CMSM
- 黃肇銘先生，CMSM

香港廉政公署榮譽獎章
- 李志雄先生，IMS
- 馬龍利先生，IMS（Mr. Neil MALONEY, I.M.S.）
- 彭達人先生，IMS

### 1999年
香港警察榮譽獎章
- 孔百德先生，PMSM（Mr. Peter Geoffrey HUNT, P.M.S.M.）
- 古樹鴻先生，PMSM
- 江承信先生，PMSM
- 艾樂善先生，PMSM（Mr. Peter George ELSE, P.M.S.M.）
- 李仲堅先生，PMSM
- 李志強先生，PMSM
- 林錦雄先生，PMSM
- 袁沛榮先生，PMSM
- 馬力先生，PMSM（Mr. Geoffrey Leonard MERRICK, P.M.S.M.）
- 張萃鏘先生，PMSM
- 梁流安先生，PMSM
- 陳炯鎮先生，PMSM
- 陳偉基先生，PMSM
- 陳麟先生，PMSM
- 曾偉雄先生，PMSM
- 葉旋先生，PMSM
- 鄒賢和先生，PMSM
- 榮麗珊女士，PMSM（Ms. Barbara Rose WILLISON, P.M.S.M.）
- 劉國禮先生，PMSM
- 蔡偉思先生，PMSM
- 鍾義智先生，PMSM（Mr. Stuart Edwin JONES, P.M.S.M.）
- 簡力恆先生，PMSM（Mr. Denis Claude CUNNINGHAM, P.M.S.M.）
- 譚國榮先生，PMSM

香港消防事務榮譽獎章
- 袁漢堃先生，FSMSM
- 畢永強先生，FSMSM
- 郭耀來先生，FSMSM
- 鄧達鴻先生，FSMSM

香港入境事務榮譽獎章
- 王兆榮先生，IMSM
- 李一鳴先生，IMSM
- 許拱辰先生，IMSM
- 陳郭綺華女士，IMSM
- 陳嘉川先生，IMSM
- 葉漢唐先生，IMSM
- 廖國強先生，IMSM
- 鄭周潔瑜女士，IMSM

香港海關榮譽獎章
- 朱青雲先生，CMSM
- 李國財先生，CMSM
- 韋志雄先生，CMSM
- 黃秀培先生，CMSM
- 謝國賢先生，CMSM

香港懲教事務榮譽獎章
- 李兆安先生，CSMSM
- 林兆強先生，CSMSM
- 張明先生，CSMSM
- 鄭文偉先生，CSMSM

香港廉政公署榮譽獎章
- 曹渭仁先生，IMS
- 鄒振龍先生，IMS
- Mr. Brian John CARROLL，IMS

### 2000年
香港警察榮譽獎章
- 白朗然先生，PMSM（Mr. John Francis BREEN, P.M.S.M.）
- 江志佳先生，PMSM
- 李家超先生，PMSM
- 李達華先生，PMSM
- 杜振偉先生，PMSM
- 周兆文先生，PMSM
- 翁德偉先生，PMSM
- 張肇華先生，PMSM
- 梁潤強先生，PMSM
- 許漢雄先生，PMSM
- 陳傑柱先生，PMSM
- 湯志華先生，PMSM
- 黃柏年先生，PMSM
- 黃國雄先生，PMSM
- 楊康元先生，PMSM
- 鄔達士先生，PMSM（Mr. Kevin Michael WOODS, P.M.S.M.）
- 劉志強先生，PMSM
- 劉杜月霞女士，PMSM
- 劉錦華先生，PMSM
- 劉謝錦霞女士，PMSM
- 鄭國強先生，PMSM
- 鄧厚昇先生，PMSM
- 霍萬軍先生，PMSM
- 龍洪焯先生，PMSM
- 簡卓偉先生，PMSM（Mr. Jawaid KHAN, P.M.S.M.）
- 魏志強先生，PMSM

香港消防事務榮譽獎章
- 李羨幸先生，FSMSM
- 胡景煊先生，FSMSM
- 唐冠毅先生，FSMSM
- 袁金泉先生，FSMSM
- 郭瑞金先生，FSMSM
- 陳可正先生，FSMSM
- 湛德懷先生，FSMSM
- 湯才育先生，FSMSM
- 溫兆榮先生，FSMSM
- 劉如平先生，FSMSM

香港入境事務榮譽獎章
- 文漢賢先生，IMSM
- 林顯鈞先生，IMSM
- 張就先生，IMSM
- 梁家偉先生，IMSM
- 楊啟寧先生，IMSM
- 趙士偉先生，IMSM
- 羅衍璋女士，IMSM

香港海關榮譽獎章
- 王文安先生，CMSM
- 司徒林麗萍女士，CMSM
- 周永強先生，CMSM
- 梁灝先生，CMSM
- 曾慶鑑先生，CMSM

香港懲教事務榮譽獎章
- 朱兆林先生，CSMSM
- 袁樹繁先生，CSMSM
- 黃承志先生，CSMSM
- 劉錦堂先生，CSMSM
- 劉錦棠先生，CSMSM

政府飛行服務隊榮譽獎章
- 梁榮基先生，GMSM
- 陳景藝先生，GMSM

香港廉政公署榮譽獎章
- 許家民先生，IMS
- 陳礎強先生，IMS

### 2001年
香港警察榮譽獎章
- 石寄萍女士，PMSM
- 何國昌先生，PMSM
- 李煥倫先生，PMSM
- 李煒林先生，PMSM
- 招明耀先生，PMSM
- 林定安先生，PMSM
- 林祖霖先生，PMSM
- 洪克偉先生，PMSM
- 洪慶麟先生，PMSM
- 高信先生，PMSM（Mr. Roderick David George COLSON, P.M.S.M.）
- 張國威先生，PMSM
- 麥勤先生，PMSM（Mr. Nicholas Alexandre William McQUEEN, P.M.S.M.）
- 黃仲基先生，PMSM
- 黃錫鵬先生，PMSM
- 楊錦明先生，PMSM
- 蔣國華先生，PMSM
- 鄧振國先生，PMSM
- 薛家順先生，PMSM
- 叢學義先生，PMSM

香港消防事務榮譽獎章
- 陳志明先生，FSMSM
- 陳國榮先生，FSMSM
- 雲漢邦先生，FSMSM
- 黃志雄先生，FSMSM
- 楊耀榮先生，FSMSM
- 鄭德泉先生，FSMSM
- 鄧志洪先生，FSMSM
- 黎悅有先生，FSMSM
- 黎偉鎏先生，FSMSM

香港入境事務榮譽獎章
- 何金炳先生，IMSM
- 何榮德先生，IMSM
- 李國和先生，IMSM
- 韋虎章先生，IMSM
- 馬超武先生，IMSM
- 梁嘉靖先生，IMSM
- 黃威文先生，IMSM
- 鄧民傑先生，IMSM

香港海關榮譽獎章
- 何紹鍾先生，CMSM
- 陳振威先生，CMSM
- 陳漢傑先生，CMSM
- 彭洛元先生，CMSM
- 盧應權先生，CMSM

香港懲教事務榮譽獎章
- 余品超先生，CSMSM
- 李家山先生，CSMSM
- 陳漢耀先生，CSMSM
- 陳碩聖先生，CSMSM
- 曾國強先生，CSMSM
- 劉紹賢先生，CSMSM

香港廉政公署榮譽獎章
- 姚卓華先生，IMS
- 張華邦先生，IMS

### 2002年
香港警察榮譽獎章
- 丘慶峰先生，PMSM
- 朱國祥先生，PMSM
- 江張嗣蘭女士，PMSM
- 何國鴻先生，PMSM
- 周國基先生，PMSM
- 張國松先生，PMSM
- 梁鴻猷先生，PMSM
- 陳振興先生，PMSM
- 陳漢成先生，PMSM
- 麥洪富先生，PMSM
- 馮國安先生，PMSM
- 葉流全先生，PMSM
- 葉偉強先生，PMSM
- 葉寶泉先生，PMSM
- 劉容根先生，PMSM
- 鄧財先生，PMSM
- 盧達輝先生，PMSM
- 戴朗先生，PMSM（Mr. David Hugh TALLON, P.M.S.M.）
- 羅李翠媚女士，PMSM
- 蘇海泉先生，PMSM

香港消防事務榮譽獎章
- 李天平先生，FSMSM
- 李啟源先生，FSMSM
- 周榮德先生，FSMSM
- 胡家和先生，FSMSM
- 張賜賢先生，FSMSM
- 梁紹康先生，FSMSM
- 馮錦華先生，FSMSM
- 楊有源先生，FSMSM

香港入境事務榮譽獎章
- 區卓聯先生，IMSM
- 張利根先生，IMSM
- 蔡國輝先生，IMSM
- 盧文康先生，IMSM
- 嚴鈞塏先生，IMSM

香港海關榮譽獎章
- 李忠良先生，CMSM
- 林明汶先生，CMSM
- 唐青傑先生，CMSM
- 陳永勝先生，CMSM
- 曾海平先生，CMSM
- 萬榮耀先生，CMSM

香港懲教事務榮譽獎章
- 梁偉平先生，CSMSM
- 郭啟先先生，CSMSM
- 麥惠君先生，CSMSM
- 黃德誠先生，CSMSM
- 黃耀中先生，CSMSM
- 楊金生先生，CSMSM
- 龍國堅先生，CSMSM

政府飛行服務隊榮譽獎章
- 蔡照明先生，GMSM

香港廉政公署榮譽獎章
- 吳炳國先生，IMS
- 黃國樑先生，IMS

### 2003年
香港警察榮譽獎章
- 江焯輝先生，PMSM
- 何應雄先生，PMSM
- 吳回達先生，PMSM
- 辛裕偉先生，PMSM
- 林彥明先生，PMSM
- 林漢基先生，PMSM
- 祈卓德先生，PMSM（Mr. David John CARVER TROTTER, P.M.S.M.）
- 胡忠漢先生，PMSM
- 凌正恩先生，PMSM
- 徐學明先生，PMSM
- 馬寶蓮女士，PMSM
- 張守華先生，PMSM
- 張滙先生，PMSM
- 梁紹郁先生，PMSM
- 郭雅倫先生，PMSM（Mr. Alan R. COX, P.M.S.M.）
- 陳建鴻先生，PMSM
- 馮建民先生，PMSM
- 葉炳先生，PMSM
- 雷馬新先生，PMSM
- 譚國有先生，PMSM

香港消防事務榮譽獎章
- 李梅林先生，FSMSM
- 王順先生，FSMSM
- 伍立勳先生，FSMSM
- 周建中先生，FSMSM
- 袁洪仔先生，FSMSM
- 陳自光先生，FSMSM
- 陳炳權先生，FSMSM
- 陳潤培先生，FSMSM
- 劉識安先生，FSMSM

香港入境事務榮譽獎章
- 吳廷喜先生，IMSM
- 韋泉先生，IMSM
- 秦耀先生，IMSM
- 區樊美蓮女士，IMSM
- 陳國麟先生，IMSM
- 黃黃珀璣女士，IMSM

香港海關榮譽獎章
- 高智樂先生，CMSM
- 梁志超先生，CMSM
- 梁觀華先生，CMSM
- 黃沛輝先生，CMSM
- 黎振江先生，CMSM
- 龔耀輝先生，CMSM

香港懲教事務榮譽獎章
- 方恭富先生，CSMSM
- 張志成先生，CSMSM
- 梁偉文先生，CSMSM
- 莫浩昌先生，CSMSM
- 曾永根先生，CSMSM
- 黃萬朝先生，CSMSM
- 葉栢強先生，CSMSM
- 蔡天寶先生，CSMSM
- 應國正先生，CSMSM

政府飛行服務隊榮譽獎章
- 李榮釗先生，GMSM
- 鄒漢欽先生，GMSM

香港廉政公署榮譽獎章
- 柏謹信先生，IMS（Mr. James Neil PARKINSON, I.M.S.）
- 黃兆樟先生，IMS

### 2004年
香港警察榮譽獎章
- 王立平先生，PMSM
- 吳家聲先生，PMSM
- 李志盛先生，PMSM
- 林善政先生，PMSM
- 侯高風先生，PMSM（Mr. Noel Desmond HOWCROFT, P.M.S.M.）
- 姚志明先生，PMSM
- 姚啟波先生，PMSM
- 胡敬平先生，PMSM（Mr. Philip James WOOLCOTT-BROWN, P.M.S.M.）
- 張以添先生，PMSM
- 張百敏先生，PMSM
- 張洪泰先生，PMSM
- 梁靜君女士，PMSM
- 許秉志先生，PMSM（Mr. Jeffrey Owen HERBERT, P.M.S.M.）
- 陳星德先生，PMSM
- 陳耀國先生，PMSM
- 彭滿均先生，PMSM
- 趙藝文先生，PMSM
- 蔡建祥先生，PMSM
- 蔡黃鳳儀女士，PMSM
- 鄧厚江先生，PMSM
- 鍾發揚先生，PMSM
- 簡志光先生，PMSM
- 顧履勤先生，PMSM（Mr. Austin KERRIGAN, P.M.S.M.）

香港消防事務榮譽獎章
- 丁煥森先生，FSMSM
- 何煒傑先生，FSMSM
- 吳邦來先生，FSMSM
- 胡耀華先生，FSMSM
- 陳楚成先生，FSMSM
- 麥冬青先生，FSMSM
- 董東山先生，FSMSM
- 黎文軒先生，FSMSM
- 鍾昌偉先生，FSMSM

香港入境事務榮譽獎章
- 卜國安先生，IMSM
- 尹兆峯先生，IMSM
- 周唐潔玲女士，IMSM
- 陳毓駿先生，IMSM
- 鄭炳溢先生，IMSM
- 謝耀爵先生，IMSM

香港海關榮譽獎章
- 王文明先生，CMSM
- 何奕東先生，CMSM
- 吳偉明先生，CMSM
- 李民智先生，CMSM
- 歐陽可樂先生，CMSM
- 鄭甘穆先生，CMSM
- 譚耀強先生，CMSM

香港懲教事務榮譽獎章
- 何沛霖先生，CSMSM
- 李國標先生，CSMSM
- 林發榮先生，CSMSM
- 姚超傑先生，CSMSM
- 洪惠長先生，CSMSM
- 梁鑑誠先生，CSMSM
- 陳久麟先生，CSMSM
- 麥有得先生，CSMSM
- 喬祥雲先生，CSMSM

香港廉政公署榮譽獎章
- 祈國利先生，IMS（Mr. Peter GREGORY, I.M.S.）
- 張松達先生，IMS

### 2005年
香港警察榮譽獎章
- 何兆榮先生，PMSM
- 呂志海先生，PMSM
- 呂貴海先生，PMSM
- 李照強先生，PMSM
- 卓振賢先生，PMSM
- 徐綺蓮女士，PMSM
- 馬維騄先生，PMSM
- 郭智思先生，PMSM（Mr. John Alan COX, P.M.S.M.）
- 黃志光先生，PMSM
- 黃維豐先生，PMSM
- 楊玉輝先生，PMSM
- 葉國富先生，PMSM
- 廖皓怡先生，PMSM
- 劉王春麗女士，PMSM
- 劉志強先生，PMSM
- 鄭仕廉先生，PMSM
- 鄭國平先生，PMSM
- 鄧耀祥先生，PMSM
- 穆理誠先生，PMSM（Mr. William Wallace MURISON, P.M.S.M.）
- 賴錦榮先生，PMSM
- 謝　強先生，PMSM
- 羅理義先生，PMSM（Mr. Kevin Hugh LAURIE, P.M.S.M.）
- 關美嬋女士，PMSM
- 嚴渭國先生，PMSM

香港消防事務榮譽獎章
- 何乃海先生，FSMSM
- 呂健忠先生，FSMSM
- 陳南奇先生，FSMSM
- 黃世銓先生，FSMSM
- 黃雄昌先生，FSMSM
- 蔡植華先生，FSMSM
- 謝銳釗先生，FSMSM
- 羅　雄先生，FSMSM

香港入境事務榮譽獎章
- 伍國偉先生，IMSM
- 江志明先生，IMSM
- 張展鴻先生，IMSM
- 彭建武先生，IMSM
- 溫少薇女士，IMSM
- 譚永賢先生，IMSM

香港海關榮譽獎章
- 王清廉先生，CMSM
- 梁光榮先生，CMSM
- 曾超俊先生，CMSM
- 謝高麗兒女士，CMSM
- 譚偉綸先生，CMSM
- 蘇源生先生，CMSM

香港懲教事務榮譽獎章
- 方　燕女士，CSMSM
- 李永康先生，CSMSM
- 徐紹基先生，CSMSM
- 陸耀文先生，CSMSM
- 麥志偉先生，CSMSM
- 傅成志先生，CSMSM
- 彭志強先生，CSMSM
- 譚兆明先生，CSMSM

政府飛行服務隊榮譽獎章
- 陳志培機長，MBB，GMSM

香港廉政公署榮譽獎章
- 霍熾昌先生，IMS
- 蘇炳雄先生，IMS

### 2006年
香港警察榮譽獎章
- 梁家明先生，PMSM
- 余社長先生，PMSM
- 吳徐鳳英女士，PMSM
- 李詠儀女士，PMSM
- 周國良先生，PMSM
- 周國權先生，PMSM
- 林卓平先生，PMSM
- 馬宏洲先生，PMSM
- 巢國基先生，PMSM
- 張健信先生，PMSM
- 張漢強先生，PMSM
- 梁偉波先生，PMSM
- 陳錦全先生，PMSM
- 曾財安先生，PMSM
- 曾憲鼎先生，PMSM
- 黃福全先生，PMSM
- 楊光亮先生，PMSM
- 葉松年先生，PMSM
- 嘉宏禮先生，PMSM（Mr. David Michael CARTWRIGHT, P.M.S.M.）
- 蔡偉德先生，PMSM
- 鄭思慶先生，PMSM
- 鄭淑珍女士，PMSM
- 羅炳權先生，PMSM
- 羅顯輝先生，PMSM

香港消防事務榮譽獎章
- 李志成先生，FSMSM
- 林國雄先生，FSMSM
- 黃卓文先生，FSMSM
- 源萬靈先生，FSMSM
- 溫冠邦先生，FSMSM
- 盧樹楠先生，FSMSM

香港入境事務榮譽獎章
- 倪錫水先生，IMSM
- 唐英豪先生，IMSM
- 張建華先生，IMSM
- 許周素雯女士，IMSM
- 黃石英先生，IMSM
- 劉芬芳女士，IMSM

香港海關榮譽獎章
- 俞官興先生，CMSM
- 凌達宗先生，CMSM
- 梁麟祥先生，CMSM
- 黃慧安女士，CMSM
- 劉志強先生，CMSM

香港懲教事務榮譽獎章
- 余國新先生，CSMSM
- 胡順安先生，CSMSM
- 袁國祥先生，CSMSM
- 陳紹祺先生，CSMSM
- 談國周先生，CSMSM
- 關明德博士，CSMSM

香港廉政公署榮譽獎章
- 宣曉明先生，IMS
- 陳紹勇先生，IMS

### 2007年
香港警察榮譽獎章
- 古寶生先生，PMSM（Mr. Nicholas Burke CUTHBERTSON, P.M.S.M.）
- 布士端先生，PMSM（Mr. Mark BUXTON, P.M.S.M.）
- 朱分永先生，PMSM
- 李伯樂先生，PMSM（Mr. John Paul RIBEIRO, P.M.S.M.）
- 李標元先生，PMSM
- 姚仰龍先生，PMSM
- 范錫明先生，PMSM
- 梁賦先生，PMSM
- 郭慶祥先生，PMSM
- 陳文輝先生，PMSM
- 陳均成先生，PMSM
- 陳金海先生，PMSM
- 陳寶潤先生，PMSM
- 陶志強先生，PMSM
- 賀明思先生，PMSM（Mr. Danny James HOLMES, P.M.S.M.）
- 黃培昌先生，PMSM
- 趙木生先生，PMSM
- 趙錦輝先生，PMSM
- 劉壹鵬先生，PMSM
- 蔡育群先生，PMSM
- 鄭慕絲女士，PMSM
- 鍾雄峰先生，PMSM
- 鄺繼榮先生，PMSM
- 寶勤先生，PMSM（Mr. Peter Kong Sum BACON, P.M.S.M.）

香港消防事務榮譽獎章
- 李洪森先生，FSMSM
- 姚允祥先生，FSMSM
- 張錦棠先生，FSMSM
- 梁志強先生，FSMSM
- 馮兆權先生，FSMSM
- 黃少輝先生，FSMSM
- 劉敏明先生，FSMSM

香港入境事務榮譽獎章
- 吳鳳筠女士，IMSM
- 周根華先生，IMSM
- 麥建明先生，IMSM
- 鄧潤開先生，IMSM
- 蘇建邦先生，IMSM

香港海關榮譽獎章
- 張國富先生，CMSM
- 廖長成先生，CMSM
- 潘劍紅先生，CMSM
- 鄭仲傑先生，CMSM

香港懲教事務榮譽獎章
- 王鏞盛先生，CSMSM
- 梁嘉玲女士，CSMSM
- 曾松標先生，CSMSM
- 廖仲成先生，CSMSM

政府飛行服務隊榮譽獎章
- 夏康發先生，GMSM

香港廉政公署榮譽獎章
- 胡達新先生，IMS
- 鍾紀英先生，IMS

### 2008年
香港警察榮譽獎章
- 王鴻德先生，PMSM
- 朱得榮先生，PMSM
- 江世昌先生，PMSM
- 李全威先生，PMSM
- 李景瑞女士，PMSM
- 孟義勤先生，PMSM（Mr. Peter Roderick MORGAN, P.M.S.M.）
- 林七儀先生，PMSM
- 柳敦先生，PMSM（Mr. James Gerard LANGTON, P.M.S.M.）
- 袁志強先生，PMSM
- 馬紹業先生，PMSM
- 陳仲文先生，PMSM
- 陳家傑先生，PMSM
- 陳國強先生，PMSM
- 陳雲龍先生，PMSM
- 麥桂成先生，PMSM
- 曾玉姬女士，PMSM
- 華樂施先生，PMSM（Mr. Stephen Harvey VERRALLS, P.M.S.M.）
- 黃志雄先生，PMSM
- 鄞綿忠先生，PMSM
- 錢才明先生，PMSM
- 戴宏先生，PMSM（Mr. Kenneth Edward DAVEY, P.M.S.M.）
- 鍾國強先生，PMSM
- 鄺靜美女士，PMSM

香港消防事務榮譽獎章
- 吳建志先生，FSMSM
- 岑永昌先生，FSMSM
- 陳志亮先生，FSMSM
- 麥志強先生，FSMSM
- 曾娘錦先生，FSMSM
- 黃忠勝先生，FSMSM
- 葉潤堂先生，FSMSM

香港入境事務榮譽獎章
- 何兆鴻先生，IMSM
- 李志強先生，IMSM
- 李錦民先生，IMSM
- 黃振陞先生，IMSM
- 劉文軒先生，IMSM

香港海關榮譽獎章
- 何家英先生，CMSM
- 李石正先生，CMSM
- 梁佩婉女士，CMSM
- 許昭俊先生，CMSM

香港懲教事務榮譽獎章
- 馬偉仁先生，CSMSM
- 黃漢道先生，CSMSM
- 楊炳榮先生，CSMSM
- 蕭健兒先生，CSMSM

政府飛行服務隊榮譽獎章
- 林國豪先生，GMSM

香港廉政公署榮譽獎章
- 何煥碧女士，IMS
- 張耀其先生，IMS
- 梁國榮先生，IMS

### 2009年
香港警察榮譽獎章
- 高富士先生，PMSM（Mr. Michael Rex DEMAID-GROVES, P.M.S.M.）
- 文志洪先生，PMSM
- 吳世權先生，PMSM
- 吳國榮先生，PMSM
- 岑英豪先生，PMSM
- 林建強先生，PMSM
- 張永傑先生，PMSM
- 梁寶德先生，PMSM
- 盛培芬先生，PMSM
- 陳偉剛先生，PMSM
- 陳耀恩先生，PMSM
- 黃梅潔女士，PMSM
- 黃瑞發先生，PMSM
- 靳敦賢先生，PMSM（Mr. David Michael GUNTON, P.M.S.M.）
- 劉振強先生，PMSM
- 鄧志明先生，PMSM
- 盧偉聰先生，PMSM
- 穆敬賢先生，PMSM（Mr. Richard Henry MORGAN, P.M.S.M.）
- 賴炳良先生，PMSM
- 戴律持先生，PMSM（Mr. Stephen Barry TARRANT, P.M.S.M.）

香港消防事務榮譽獎章
- 何顯基先生，FSMSM
- 李錦威先生，FSMSM
- 林達華先生，FSMSM
- 袁國強先生，FSMSM
- 張溢昌先生，FSMSM
- 鄭建民先生，FSMSM
- 羅紹衡先生，FSMSM

香港入境事務榮譽獎章
- 胡鄭寶蓮女士，IMSM
- 梁偉光先生，IMSM
- 陳樑玉先生，IMSM
- 葉劍坤先生，IMSM

香港海關榮譽獎章
- 方大維先生，CMSM
- 李振輝先生，CMSM
- 張志剛先生，CMSM
- 黃錦漢先生，CMSM

香港懲教事務榮譽獎章
- 王啟祖先生，CSMSM
- 曹榮華先生，CSMSM
- 陳超男先生，CSMSM
- 曾國偉先生，CSMSM
- 黃笑芬女士，CSMSM

香港廉政公署榮譽獎章
- 蘇永強先生，IMS

### 2010年
香港警察榮譽獎章
- 王永明先生，PMSM
- 王金華先生，PMSM
- 江榮林先生，PMSM
- 吳錦章先生，PMSM
- 岑維健先生，PMSM
- 李翼龍先生，PMSM
- 徐睿聯女士，PMSM
- 梁敏光先生，PMSM
- 陳光輝先生，PMSM
- 陳錦華先生，PMSM
- 程錦球先生，PMSM
- 華宏禮先生，PMSM（Mr. William Robert WHITE, P.M.S.M.）
- 黃耀榮先生，PMSM
- 趙慧賢女士，PMSM
- 劉富生先生，PMSM
- 劉業成先生，PMSM
- 鮑偉文先生，PMSM
- 顏楚國先生，PMSM
- 羅夢熊先生，PMSM
- 顧月華女士，PMSM

香港消防事務榮譽獎章
- 李建日先生，FSMSM
- 林漢平先生，FSMSM
- 焦志鴻先生，FSMSM
- 楊世謙先生，FSMSM
- 楊燦麟先生，FSMSM
- 楊鍾孝先生，FSMSM

香港入境事務榮譽獎章
- 李彼德先生，IMSM
- 黃容小柔女士，IMSM
- 黃桂邦先生，IMSM
- 楊雁娟女士，IMSM

香港海關榮譽獎章
- 方輝鴻先生，CMSM
- 朱文建先生，CMSM
- 何繼開先生，CMSM
- 陳志洪先生，CMSM

香港懲教事務榮譽獎章
- 羅偉鋒先生，CSMSM
- 林照輝先生，CSMSM
- 高少斌先生，CSMSM
- 陳健華先生，CSMSM
- 陳熾發先生，CSMSM

政府飛行服務隊榮譽獎章
- 黃騰堅先生，GMSM

香港廉政公署榮譽獎章
- 貝律先生，IMS（Mr. Michael BURLEY, I.M.S.）
- 譚健華先生，IMS

### 2011年
香港警察榮譽獎章
- 王華年先生，PMSM
- 余敏華先生，PMSM
- 吳炳權先生，PMSM
- 呂榮才先生，PMSM
- 韋樂純先生，PMSM（Mr. Christopher Jeremy WILSON, P.M.S.M.）
- 區志光先生，PMSM
- 梁天帶先生，PMSM
- 梁富強先生，PMSM
- 陳兆祥先生，PMSM
- 彭偉賢先生，PMSM（Mr. Gavin Andrew BROWN, P.M.S.M.）
- 黃劍榮先生，PMSM
- 葉少偉先生，PMSM
- 鄭炳忠先生，PMSM
- 盧桂朗先生，PMSM
- 戴瑞賢先生，PMSM（Mr. Keith DRYDEN, P.M.S.M.）
- 繆浩明先生，PMSM
- 謝炳輝先生，PMSM
- 羅景富先生，PMSM
- 羅維堃先生，PMSM
- 關頌海先生，PMSM

香港消防事務榮譽獎章
- 王南健先生，FSMSM
- 梁成先生，FSMSM
- 黃智偉先生，FSMSM
- 廖家儀先生，FSMSM
- 劉克能先生，FSMSM
- 劉志豪先生，FSMSM
- 鄧聯光先生，FSMSM

香港入境事務榮譽獎章
- 余振鵬先生，IMSM
- 辛惠娟女士，IMSM
- 梁國雄先生，IMSM
- 勞仲偉先生，IMSM

香港海關榮譽獎章
- 王奉岐先生，CMSM
- 何生利先生，CMSM
- 郭雁萍女士，CMSM
- 趙育雄先生，CMSM

香港懲教事務榮譽獎章
- 林益祺先生，CSMSM
- 馮偉雄先生，CSMSM
- 楊均偉先生，CSMSM
- 劉麗兒女士，CSMSM
- 潘廣萬先生，CSMSM

政府飛行服務隊榮譽獎章
- 蔡德文先生，GMSM

香港廉政公署榮譽獎章
- 沈禮恆先生，IMS（Mr. John Joseph SHANAHAN, I.M.S.）
- 謝熾明先生，IMS

### 2012年
香港警察榮譽獎章
- 全永強先生，PMSM
- 吳炳財先生，PMSM
- 李光甫先生，PMSM
- 周秉燊先生，PMSM
- 林景江先生，PMSM
- 林萃珠女士，PMSM
- 林慧敏女士，PMSM
- 洪滿坤先生，PMSM
- 胡紹佳先生，PMSM
- 唐伯森先生，PMSM
- 張鳳儀女士，PMSM
- 戚本忠先生，PMSM
- 陳國祺先生，PMSM
- 陳敏然先生，PMSM
- 華樹桓先生，PMSM（Mr. Steven Barry WORDSWORTH, P.M.S.M.）
- 葉潤添先生，PMSM
- 鄭漢龍先生，PMSM
- 鍾肇麒先生，PMSM
- 鍾錦華先生，PMSM
- 羅卓洪先生，PMSM
- 蘇錦成先生，PMSM

香港消防事務榮譽獎章
- 葉桂新先生，FSMSM
- 司徒日新先生，FSMSM
- 何佳祥先生，FSMSM
- 李榮利先生，FSMSM
- 梁君澤先生，FSMSM
- 陳炳祥先生，FSMSM
- 楊振武先生，FSMSM

香港入境事務榮譽獎章
- 白願昂先生，IMSM
- 李學廉先生，IMSM
- 陳桂鈿女士，IMSM
- 鄭永雄先生，IMSM

香港海關榮譽獎章
- 何仕景先生，CMSM
- 李章榮先生，CMSM
- 周志光先生，CMSM
- 周德珍女士，CMSM

香港懲教事務榮譽獎章
- 陳少群女士，CSMSM
- 馮嘉明先生，CSMSM
- 歐樂華先生，CSMSM
- 盧晅先生，CSMSM
- 謝志遠先生，CSMSM

政府飛行服務隊榮譽獎章
- 霍偉豐先生，GMSM

香港廉政公署榮譽獎章
- 王耀宗先生，IMS
- 黎嘉恩先生，IMS

### 2013年
香港警察榮譽獎章
- 朱世亮先生，PMSM
- 江偉智先生，PMSM（Mr. Peter David CORNTHWAITE, P.M.S.M.）
- 吳興才先生，PMSM
- 李永光先生，PMSM
- 胡志偉先生，PMSM
- 徐志有先生，PMSM
- 袁漢榮先生，PMSM
- 梁君華先生，PMSM
- 梁淑芬女士，PMSM
- 梁景恆先生，PMSM
- 梁顯韶先生，PMSM
- 陳仲雨先生，PMSM
- 陳志文先生，PMSM
- 陳悅強先生，PMSM
- 溫耀驥先生，PMSM
- 劉栢育先生，PMSM
- 劉陸生先生，PMSM
- 劉景光先生，PMSM
- 劉達強先生，PMSM
- 盧任惠珍女士，PMSM
- 譚勇文先生，PMSM

香港消防事務榮譽獎章
- 劉惠恩先生，MBS，FSMSM
- 伍耀華先生，FSMSM
- 梁志佳先生，FSMSM
- 陳炳榮先生，FSMSM
- 彭啟超先生，FSMSM
- 黃輝南先生，FSMSM
- 盧漢添先生，FSMSM

香港入境事務榮譽獎章
- 張淑媛女士，IMSM
- 劉邦先生，IMSM
- 黎志雄先生，IMSM
- 黎郭秀嫺女士，IMSM

香港海關榮譽獎章
- 徐樂怡女士，CMSM
- 張景輝先生，CMSM
- 張潤平先生，CMSM
- 陳永建先生，CMSM

香港懲教事務榮譽獎章
- 陳希鼎先生，CSMSM
- 馮桂玉女士，CSMSM
- 趙志強先生，CSMSM
- 劉振雄先生，CSMSM
- 蕭健霖先生，CSMSM

政府飛行服務隊榮譽獎章
- 劉楚釗醫生，GMSM，MH

香港廉政公署榮譽獎章
- 張桂英女士，IMS
- 黃顯明先生，IMS
- 葉廣福先生，IMS

### 2014年
香港警察榮譽獎章
- 丁雄基先生，PMSM
- 尹寶成先生，PMSM
- 文銘森先生，PMSM
- 包永權先生，PMSM
- 任錦輝先生，PMSM
- 伍國強先生，PMSM
- 朱明寶女士，PMSM
- 呂師龍先生，PMSM
- 李建輝先生，PMSM
- 李添才先生，PMSM
- 韋德誠先生，PMSM（Mr. Alasdair James MacIntyre WATSON, P.M.S.M.）
- 陳鳳侯先生，PMSM
- 陳鴻耀先生，PMSM
- 葉欣鴻先生，PMSM
- 葉樹明先生，PMSM
- 趙啓丁博士，PMSM
- 劉偉奇先生，PMSM
- 歐禮信先生，PMSM（Mr. Charles Geoffrey ALISON, P.M.S.M.）
- 鄭國鴻先生，PMSM
- 謝炳良先生，PMSM
- 叢培勝先生，PMSM
- 關煥民先生，PMSM

香港消防事務榮譽獎章
- 何偉祥先生，FSMSM
- 李華勝先生，FSMSM
- 葉黎光先生，FSMSM
- 黎興熊先生，FSMSM
- 鍾榮光先生，FSMSM
- 鍾劍洪先生，FSMSM
- 顧鎖龍先生，FSMSM

香港入境事務榮譽獎章
- 王堂勝先生，IMSM
- 郭贊明先生，IMSM
- 陳紹強先生，IMSM
- 馮明強先生，IMSM

香港海關榮譽獎章
- 梁崇智先生，CMSM
- 連順賢先生，CMSM
- 鄧以海先生，CMSM
- 鄧震東先生，CMSM

香港懲教事務榮譽獎章
- 尹任華先生，CSMSM
- 曾振華先生，CSMSM
- 葉永強先生，CSMSM
- 鍾子綸女士，CSMSM
- 鍾賜昌先生，CSMSM

香港廉政公署榮譽獎章
- 何志豪先生，IMS
- 林展生先生，IMS
- 蔡雙雄先生，IMS

### 2015年
香港警察榮譽獎章
- 王四順先生，PMSM
- 陳健雄先生，PMSM
- 麥力高先生，PMSM
- 伍振輝先生，PMSM
- 朱漢強先生，PMSM
- 呂啟文先生，PMSM
- 李康民先生，PMSM
- 林志棠先生，PMSM
- 林曼茜女士，PMSM
- 馬信光先生，PMSM
- 張少倫先生，PMSM
- 張季祈先生，PMSM
- 張德強先生，PMSM
- 許桂生先生，PMSM
- 陳祖光先生，PMSM
- 陳偉文先生，PMSM
- 曾松基先生，PMSM
- 馮樂智女士，PMSM
- 劉賜蕙女士，PMSM
- 歐陽照剛先生，PMSM
- 鄭福全先生，PMSM
- 鍾逸祥先生，PMSM

香港消防事務榮譽獎章
- 吳懋發先生，FSMSM
- 杜潤明先生，FSMSM
- 周駿軒先生，FSMSM
- 莫景華先生，FSMSM
- 莫禮培先生，FSMSM
- 黃新年先生，FSMSM
- 蔡艾雲先生，FSMSM

香港入境事務榮譽獎章
- 郭林懿軍女士，IMSM
- 蔡裕能先生，IMSM
- 周澤先生，IMSM
- 黃國橋先生，IMSM

香港海關榮譽獎章
- 林振強先生，CMSM
- 麥凱雲先生，CMSM
- 黃瑞祥先生，CMSM
- 黃漢釗先生，CMSM

香港懲教事務榮譽獎章
- 王雨荷女士，CSMSM
- 吳漢澄先生，CSMSM
- 區上力先生，CSMSM
- 楊紹華先生，CSMSM
- 鄭炳佳先生，CSMSM

香港廉政公署榮譽獎章
- 梁醒光先生，IMS
- 陳鄧玉顏女士，IMS
- 勞發耀先生，IMS

### 2016年
香港警察榮譽獎章
- 葉智強先生，PMSM
- 史勿輝先生，PMSM
- 吳淑芬女士，PMSM
- 李善昌先生，PMSM
- 李德安先生，PMSM
- 周效良先生，PMSM
- 周楚基先生，PMSM
- 施錦祥先生，PMSM
- 馬繼強先生，PMSM
- 梁世九先生，PMSM
- 梁瑋珊女士，PMSM
- 陳天祥先生，PMSM
- 陳永亮先生，PMSM
- 陳楚娟女士，PMSM
- 曾國威先生，PMSM
- 黃炳雄先生，PMSM
- 楊家強先生，PMSM
- 劉保祿先生，PMSM
- 盧永賢先生，PMSM
- 蕭澤頤先生，PMSM
- 鍾仕邦先生，PMSM
- 關展倫先生，PMSM

香港消防事務榮譽獎章
- 朱志寶先生，FSMSM
- 官岳忠先生，FSMSM
- 胡裕培先生，FSMSM
- 楊炳貴先生，FSMSM
- 潘廣泰先生，FSMSM
- 鄧景星先生，FSMSM
- 盧永漢先生，FSMSM

香港入境事務榮譽獎章
- 李國偉先生，IMSM
- 周永禧先生，IMSM
- 黃濟源先生，IMSM
- 劉文耀先生，IMSM

香港海關榮譽獎章
- 陳偉超先生，CMSM
- 陳廣光先生，CMSM
- 劉德才先生，CMSM
- 譚溢強先生，CMSM

香港懲教事務榮譽獎章
- 袁愛芳女士，CSMSM
- 陳志文先生，CSMSM
- 曾向慶先生，CSMSM
- 黎偉強先生，CSMSM
- Mr. Gurcharan SINGH，CSMSM

香港廉政公署榮譽獎章
- 岑家輝先生，IMS
- 程寶嫻女士，IMS
- 劉天慶先生，IMS

### 2017年
香港警察榮譽獎章
- 任偉國先生，PMSM
- 馬志堅先生，PMSM
- 王耀明先生，PMSM
- 丘國雄先生，PMSM
- 伍啟光先生，PMSM
- 何長添先生，PMSM
- 李海榮先生，PMSM
- 林耀忠先生，PMSM
- 韋學正先生，PMSM
- 郭浩儀先生，PMSM
- 陳偉鴻先生，PMSM
- 陳華勝先生，PMSM
- 陳燦榮先生，PMSM
- 麥達安先生，PMSM（Mr. James MATHER, P.M.S.M.）
- 彭慕賢女士，PMSM
- 劉志堂先生，PMSM
- 蔡玉光先生，PMSM
- 鄭恩秋先生，PMSM
- 鄭德明博士，PMSM
- 簡慕恒先生，PMSM（Mr. Mohammad Munir KHAN, P.M.S.M.）
- 譚澤恆先生，PMSM
- 譚耀榮先生，PMSM

香港消防事務榮譽獎章
- 柳志德先生，FSMSM
- 陳國良先生，FSMSM
- 張子德先生，FSMSM
- 梁國健先生，FSMSM
- 陳文華先生，FSMSM
- 陳　保先生，FSMSM
- 馮松錦先生，FSMSM

香港入境事務榮譽獎章
- 呂文輝先生，IMSM
- 林海龍先生，IMSM
- 潘永傑先生，IMSM
- 關坤蓮女士，IMSM

香港海關榮譽獎章
- 老冠中先生，CMSM
- 何珮珊女士，CMSM
- 周偉華先生，CMSM
- 黎流栢先生，CMSM

香港懲教事務榮譽獎章
- 李國寶先生，CSMSM
- 林耀禮先生，CSMSM
- 梁偉江先生，CSMSM
- 陳文忠先生，CSMSM
- 劉美玲女士，CSMSM

香港廉政公署榮譽獎章
- 陳彥釗先生，IMS
- 廖秀芳女士，IMS
- 盧敬榮先生，IMS

### 2018年
香港警察榮譽獎章
- 余世衍先生，PMSM
- 李漢碩先生，PMSM
- 阮大文先生，PMSM
- 周壯威先生，PMSM
- 周藝祖先生，PMSM
- 林日昇先生，PMSM
- 林振名先生，PMSM
- 張建光先生，PMSM
- 梁國成先生，PMSM
- 梁寶根先生，PMSM
- 連達誠先生，PMSM（Mr. Matthew Darron LINDSAY, P.M.S.M.）
- 麥展豪先生，PMSM
- 單志成先生，PMSM
- 黃建華先生，PMSM
- 黃英偉先生，PMSM
- 黃祥明先生，PMSM
- 楊子德先生，PMSM
- 鄭永順先生，PMSM
- 戴小清女士，PMSM
- 簡啟恩先生，PMSM
- 譚燧棠先生，PMSM
- 顧又奇先生，PMSM

香港消防事務榮譽獎章
- 陳威豪先生，FSMSM
- 譚棣強先生，FSMSM
- 李智豐先生，FSMSM
- 梁國章先生，FSMSM
- 曾子文先生，FSMSM
- 楊世遜先生，FSMSM
- 廖卓凡先生，FSMSM
- 蔡錦濤先生，FSMSM

香港入境事務榮譽獎章
- 郭懿徽先生，IMSM
- 陳綺玲女士，IMSM
- 黃慶華先生，IMSM

香港海關榮譽獎章
- 李遠文先生，CMSM
- 顏慶璋先生，CMSM
- 羅創基先生，CMSM
- 關仲賢先生，CMSM

香港懲教事務榮譽獎章
- 屈柏衡先生，CSMSM
- 林偉光先生，CSMSM
- 楊淑明女士，CSMSM
- 溫志樑先生，CSMSM
- 嚴永強先生，CSMSM

香港廉政公署榮譽獎章
- 梁德祥先生，IMS
- 陳國權先生，IMS
- 陳梅興先生，IMS
- 謝煜校先生，IMS

### 2020年
香港警察榮譽獎章
- 王身樂先生，PMSM
- 王信誠先生，PMSM
- 江漢清先生，PMSM
- 吳小毛先生，PMSM
- 李文斌先生，PMSM
- 李桂華先生，PMSM
- 李偉文先生，PMSM
- 林志偉先生，PMSM
- 張展佳先生，PMSM
- 張華君女士，PMSM
- 陳永安先生，PMSM
- 陳伯祥先生，PMSM
- 陳偉基先生，PMSM
- 陳國基先生，PMSM
- 陳逸詩女士，PMSM
- 麥炳康先生，PMSM
- 董潤強先生，PMSM
- 廖政達先生，PMSM
- 薛偉明先生，PMSM
- 鍾志明先生，PMSM
- 譚美香女士，PMSM

香港消防事務榮譽獎章
- 利瑞清女士，FSMSM
- 陳德良先生，FSMSM
- 陳錦翔先生，FSMSM
- 黃壁安先生，FSMSM
- 趙偉乾先生，FSMSM
- 鄭祺龍先生，FSMSM
- 戴其偉先生，FSMSM
- 蘇智華先生，FSMSM

香港入境事務榮譽獎章
- 王少蓮女士，IMSM
- 梁建鴻先生，IMSM
- 單尚武先生，IMSM
- 趙偉富先生，IMSM
- 譚熾成先生，IMSM

香港海關榮譽獎章
- 方永佳先生，CMSM
- 王卓然先生，CMSM
- 李國強先生，CMSM
- 陳志榮先生，CMSM
- 關建強先生，CMSM

香港懲教事務榮譽獎章
- 孫寶林先生，CSMSM
- 梁榮華先生，CSMSM
- 覃仲偉先生，CSMSM
- 鍾慕怡女士，CSMSM

政府飛行服務隊榮譽獎章
- 王俊邦機長，MBB，GMSM

香港廉政公署榮譽獎章
- 江炎坤先生，IMS
- 區均龍先生，IMS
- 梁淑麗女士，IMS

### 2021年
香港警察榮譽獎章
- 江學禮先生，PMSM
- 周一鳴先生，PMSM
- 莫慶榮先生，PMSM
- 劉鳳霞女士，PMSM
- 方健雄先生，PMSM
- 老鳳儀女士，PMSM
- 何建華先生，PMSM
- 李肇權先生，PMSM
- 李慶洋先生，PMSM
- 韋能治先生，PMSM（Mr Bradley Stephen WRIGHT）
- 張永勤先生，PMSM
- 張建祥先生，PMSM
- 莫瑞明先生，PMSM
- 黃君量先生，PMSM
- 黃志光先生，PMSM
- 黃美愉女士，PMSM
- 楊耀宗先生，PMSM
- 蒲理正先生，PMSM（Mr Angus Guy PULLINGER）
- 趙慧寶女士，PMSM
- 劉富華先生，PMSM
- 盧志聖先生，PMSM
- 謝名揚先生，PMSM

香港消防事務榮譽獎章
- 張德華先生，FSMSM
- 盧科璋先生，FSMSM
- 杜德維先生，FSMSM
- 張偉新先生，FSMSM
- 曾達明先生，FSMSM
- 黃向榮先生，FSMSM
- 楊儉生先生，FSMSM
- 謝子健先生，FSMSM

香港入境事務榮譽獎章
- 丘文聰先生，IMSM
- 何仕森先生，IMSM
- 梁靜儀女士，IMSM
- 麥建其先生，IMSM
- 熊永強先生，IMSM

香港海關榮譽獎章
- 吳華成先生，CMSM
- 李德信先生，CMSM
- 徐家亮先生，CMSM
- 潘鳳蓮女士，CMSM
- 黎嘉樂先生，CMSM

香港懲教事務榮譽獎章
- 布慶全先生，CSMSM
- 林賜良先生，CSMSM
- 陳玉蓮女士，CSMSM
- 陳志禮先生，CSMSM
- 陳偉元先生，CSMSM

政府飛行服務隊榮譽獎章
- 周偉良先生，GMSM

香港廉政公署榮譽獎章
- 江以藻先生，IMS
- 賈允誠先生，IMS（Mr Sudhir Gulab GIDWANI）
- 賈允寧先生，IMS（Mr Anoop Gulab GIDWANI）

### 2022年
香港警察榮譽獎章
- 林鴻釧先生，PMSM
- 陳健國先生，PMSM
- 陳寶倫先生，PMSM
- 余溢暢先生，PMSM
- 李乃揚先生，PMSM
- 卓佩君女士，PMSM
- 林偉亮先生，PMSM
- 林學潛先生，PMSM
- 胡宗民先生，PMSM
- 張煒成先生，PMSM
- 許瑞琳女士，PMSM
- 連寶燕女士，PMSM
- 郭綺娜女士，PMSM
- 陳永祥先生，PMSM
- 陸雪霞女士，PMSM
- 黃國強先生，PMSM
- 黃維先生，PMSM
- 黃廣興博士，PMSM
- 楊國麟先生，PMSM
- 鄒祥有先生，PMSM
- 劉海通先生，PMSM
- 黎兆良先生，PMSM

香港消防事務榮譽獎章
- 吳令瞻博士，FSMSM
- 吳有雙先生，FSMSM
- 李志雄先生，FSMSM
- 張嘉鎮先生，FSMSM
- 黃乃文先生，FSMSM
- 黃振業先生，FSMSM
- 黃錦輝先生，FSMSM
- 葉潤餘先生，FSMSM

香港入境事務榮譽獎章
- 朱啟德先生，IMSM
- 岑志忠先生，IMSM
- 李遇春先生，IMSM
- 林紹群先生，IMSM
- 徐綺麗女士，IMSM

香港海關榮譽獎章
- 李錦榮先生，CMSM
- 陳宏雄先生，CMSM
- 麥德榮先生，CMSM
- 葉經略先生，CMSM
- 劉鎮坤先生，CMSM

香港懲教事務榮譽獎章
- 梁慧莊女士，CSMSM
- 温明煒先生，CSMSM
- 馮麗環女士，CSMSM
- 葉劍雄先生，CSMSM
- 劉文清先生，CSMSM

政府飛行服務隊榮譽獎章
- 丁沛東機長，MBB，GMSM

香港廉政公署榮譽獎章
- 李健良先生，IMS
- 林志華先生，IMS

### 2023年
香港警察榮譽獎章
- 伍偉基先生，PMSM
- 余鎧均女士，PMSM
- 李德明先生，PMSM
- 李應偉先生，PMSM
- 姚志森先生，PMSM
- 洪麗芬女士，PMSM
- 張國光先生，PMSM
- 梁國彥先生，PMSM
- 郭君鵬先生，PMSM
- 郭嘉銓先生，PMSM
- 陳世良先生，PMSM
- 陳依萍女士，PMSM
- 麥衛文女士，PMSM
- 温惠貴先生，PMSM
- 黃新強先生，PMSM
- 廖奇新先生，PMSM
- 蔡喜明先生，PMSM
- 歐棟樑先生，PMSM
- 鄭志文女士，PMSM
- 鄭志輝先生，PMSM
- 謝鳳麗女士，PMSM
- 羅越榮博士，PMSM

香港消防事務榮譽獎章
- 何樹昌先生，FSMSM
- 梁永基先生，FSMSM
- 勞振錦先生，FSMSM
- 黃志文先生，FSMSM
- 黃國成先生，FSMSM
- 廖國康先生，FSMSM
- 歐陽康先生，FSMSM
- 盧傑雄先生，FSMSM

香港入境事務榮譽獎章
- 李永賢先生，IMSM
- 林慶祥先生，IMSM
- 黎偉生先生，IMSM
- 蕭玉粦女士，IMSM
- 蕭海芬女士，IMSM

香港海關榮譽獎章
- 李文樂先生，CMSM
- 許瑞芳女士，CMSM
- 馮志培先生，CMSM
- 黃則同先生，CMSM
- 譚碧玲女士，CMSM

香港懲教事務榮譽獎章
- 李福倫先生，CSMSM
- 盧志強先生，CSMSM
- 鍾麗芳女士，CSMSM
- 譚學平先生，CSMSM

香港廉政公署榮譽獎章
- 徐壯石先生，IMS
- 郭漢文博士，IMS

### 2024年
香港警察榮譽獎章
- 李國昌先生，PMSM
- 林敏嫻女士，PMSM
- 史廣鴻先生，PMSM
- 何志堅先生，PMSM
- 余偉良先生，PMSM
- 吳詠賢女士，PMSM
- 巫劍豪先生，PMSM
- 李仲華先生，PMSM
- 韋志達先生，PMSM（Mr Peter David WHITTON）
- 張偉華先生，PMSM
- 張壽穩先生，PMSM
- 張綺玲女士，PMSM
- 梁維安先生，PMSM
- 陳有富先生，PMSM
- 曾繁國先生，PMSM
- 馮慶南先生，PMSM
- 黃中輝先生，PMSM
- 楊寶榮先生，PMSM
- 劉達輝先生，PMSM
- 鄭嘉俊先生，PMSM
- 鄭劍雲先生，PMSM
- 蕭思銘先生，PMSM

香港消防事務榮譽獎章
- 梁家駿先生，FSMSM
- 莊永安先生，FSMSM
- 陳振榮先生，FSMSM
- 勞耀康先生，FSMSM
- 彭健安先生，FSMSM
- 楊立新先生，FSMSM
- 楊啟宏先生，FSMSM
- 關鎮威先生，FSMSM

香港入境事務榮譽獎章
- 葉兆强先生，IMSM
- 王美德女士，IMSM
- 邱陵先生，IMSM
- 許欣欣女士，IMSM
- 潘肇川先生，IMSM

香港海關榮譽獎章
- 李嘉明先生，CMSM
- 馬少芳女士，CMSM
- 黃志偉先生，CMSM
- 楊嘉斐女士，CMSM

香港懲教事務榮譽獎章
- 余漢麟先生，CSMSM
- 周鳳玲女士，CSMSM
- 袁瑞恒先生，CSMSM
- 羅鎮烽先生，CSMSM

政府飛行服務隊榮譽獎章
- 梁敏超機長，MBB，GMSM

香港廉政公署榮譽獎章
- 方志堅先生，IMS
- 雷家聰先生，IMS

### 2025年
香港警察榮譽獎章
- 王智榮先生，PMSM
- 張惠華先生，PMSM
- 梁子健先生，PMSM
- 勞瑞蓮女士，PMSM
- 方玉良先生，PMSM
- 王文豹先生，PMSM
- 吳不凡先生，PMSM
- 李志剛先生，PMSM
- 林少奇先生，PMSM
- 張天頤女士，PMSM
- 莫劍雄先生，PMSM
- 陳思達先生，PMSM
- 麥嘉寶女士，PMSM
- 温偉民先生，PMSM
- 黃自強先生，PMSM
- 楊奇偉先生，PMSM
- 錢曾璐女士，PMSM
- 鍾祥添先生，PMSM
- 鄺百樂先生，PMSM
- 顏鐵誠先生，PMSM（Mr Mark Ronald ANSTISS）
- 羅麗嫦女士，PMSM
- 蘇偉明先生，PMSM

香港消防事務榮譽獎章
- 黃思律先生，FSMSM
- 趙汝珏先生，FSMSM
- 王錦輝先生，FSMSM
- 何瑞偉先生，FSMSM
- 呂保城先生，FSMSM
- 胡爕熊先生，FSMSM
- 陳富山先生，FSMSM
- 楊世霖先生，FSMSM

香港入境事務榮譽獎章
- 岑欣強先生，IMSM
- 許志堅先生，IMSM
- 劉秀麗女士，IMSM
- 鄭瑞芬女士，IMSM
- 譚遠豪先生，IMSM

香港海關榮譽獎章
- 朱沛傑先生，CMSM
- 彭智聖先生，CMSM
- 黃廣榮先生，CMSM
- 葉慧嬋女士，CMSM

香港懲教事務榮譽獎章
- 林振聲先生，CSMSM
- 徐小玲女士，CSMSM
- 陳志東先生，CSMSM
- 趙柏基先生，CSMSM

政府飛行服務隊榮譽獎章
- 黃耀康機長，MBB，GMSM

香港廉政公署榮譽獎章
- 劉耀華先生，IMS
- 羅香蘭女士，IMS

## 外部連結
香港政府總部禮賓處
- 香港警察榮譽獎章（PMSM） （页面存档备份，存于）
- 香港消防事務榮譽獎章（FSMSM） （页面存档备份，存于）
- 香港入境事務榮譽獎章（IMSM） （页面存档备份，存于）
- 香港海關榮譽獎章（CMSM） （页面存档备份，存于）
- 香港懲教事務榮譽獎章（CSMSM） （页面存档备份，存于）
- 政府飛行服務隊卓越獎章（GMSM） （页面存档备份，存于）
- 香港廉政公署榮譽獎章（IMS） （页面存档备份，存于）